# استوکس (قمر)
استوکس (به انگلیسی: Styx) (که با نام اس/۲۰۱۲ پی ۱ یا پی۵ شناخته می‌شود) یک قمر طبیعی پلوتون است که در ۱۱ ژوئیهٔ ۲۰۱۲ اعلام شد. این پنجمین قمر پلوتون است که تقریباً یک سال بعد از چهارمین قمر پلوتون یعنی سربروس کشف شد.